# Saussey (Manche)
Saussey ist eine französische Gemeinde mit 458 Einwohnern (Stand: 1. Januar 2022) im Département Manche in der Region Normandie. Sie gehört zum Arrondissement Coutances und zum Kanton Coutances. 
Nachbargemeinden sind Saint-Pierre-de-Coutances im Norden, Nicorps im Nordosten, Ouville und Saint-Denis-le-Vêtu im Osten, Quettreville-sur-Sienne im Südosten und Orval sur Sienne im Südwesten und Westen.

## Bevölkerungsentwicklung
| Jahr      | 1962 | 1968 | 1975 | 1982 | 1990 | 1999 | 2008 | 2018 |
| --------- | ---- | ---- | ---- | ---- | ---- | ---- | ---- | ---- |
| Einwohner | 412  | 375  | 379  | 427  | 507  | 507  | 501  | 462  |

## Sehenswürdigkeiten
- Kirche Saint-Martin
- Herrenhaus Manoir d’Argences, Monument historique
- Herrenhaus Manoir de Saussey, Monument historique

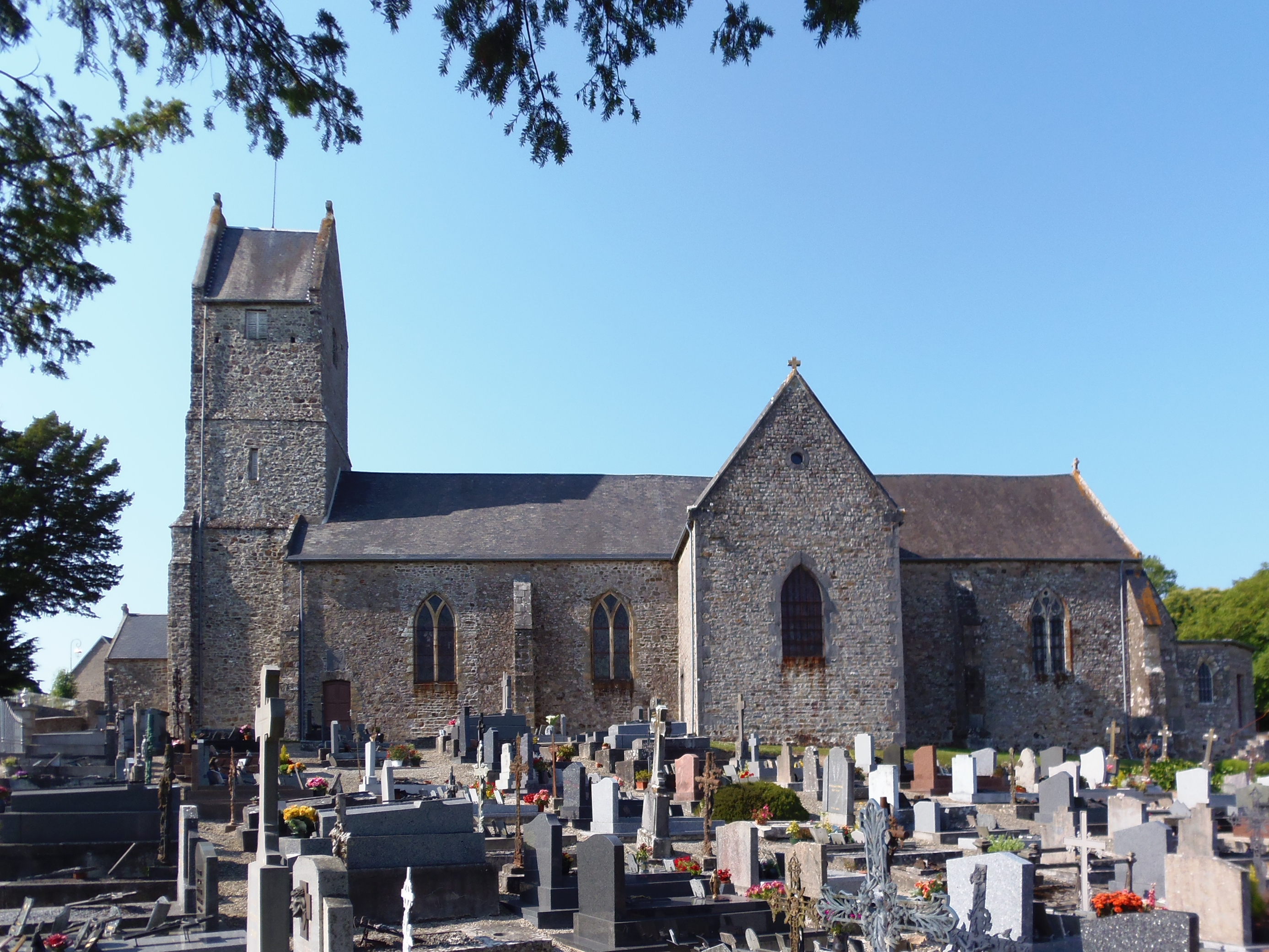
Kirche Saint-Martin
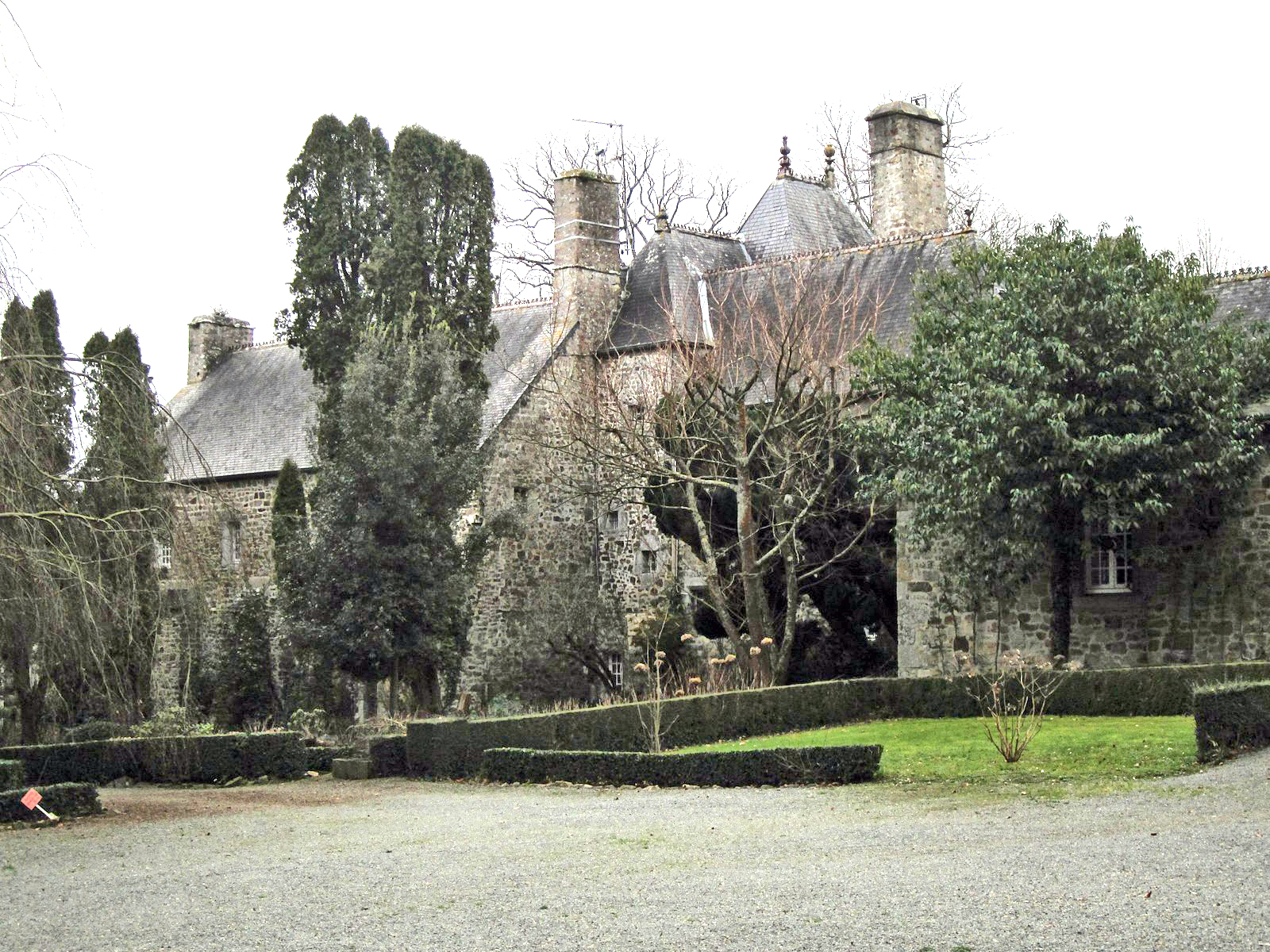
Manoir d’Argences